# USS Arnold J. Isbell (DD-869)
USS Arnold J. Isbell (DD-869) là một tàu khu trục lớp Gearing được Hải quân Hoa Kỳ chế tạo vào giai đoạn cuối Chiến tranh Thế giới thứ hai. Nó là chiếc tàu chiến duy nhất của Hải quân Mỹ được đặt theo tên Đại tá Hải quân Arnold J. Isbell (1899-1945), người được chỉ định chỉ huy tàu sân bay USS Yorktown (CV-10), nhưng đã tử trận trên đường nhận nhiệm sở khi tàu sân bay USS Franklin (CV-13) bị không kích ngoài khơi Okinawa năm 1945. Hoàn tất khi chiến tranh đã kết thúc, con tàu tiếp tục phục vụ trong giai đoạn Chiến tranh Lạnh, Chiến tranh Triều Tiên và Chiến tranh Việt Nam cho đến năm 1974. Nó được chuyển cho Hy Lạp và tiếp tục phục vụ cùng Hải quân Hy Lạp như là chiếc Sachtouris (D214) cho đến khi bị tháo dỡ năm 2002. Arnold J. Isbell được tặng thưởng sáu Ngôi sao Chiến trận do thành tích phục vụ trong Chiến tranh Triều Tiên, và thêm hai Ngôi sao Chiến trận khác khi hoạt động trong Chiến tranh Việt Nam.

## Thiết kế và chế tạo
Arnold J. Isbell được đặt lườn tại xưởng tàu của hãng Bethlehem Mariners Harbor ở Staten Island, New York vào ngày 14 tháng 3 năm 1945. Nó được hạ thủy vào ngày 6 tháng 8 năm 1945; được đỡ đầu bởi bà Arnold J. Isbell, vợ góa Đại tá Isbell, và nhập biên chế vào ngày 5 tháng 1 năm 1946 dưới quyền chỉ huy của Hạm trưởng, Trung tá Hải quân Carlton B. Jones.

## Lịch sử hoạt động

### 1946 - 1950
Sau khi hoàn tất việc chạy thử máy huấn luyện tại vùng biển ngoài khơi vịnh Guantánamo, Cuba, Arnold J. Isbell gia nhập Hạm đội Đại Tây Dương và tiếp tục hoạt động dọc theo vùng bờ Đông cho đến hết năm 1946. Nó được điều động sang Hạm đội Thái Bình Dương vào tháng 1 năm 1947, và đặt cảng nhà tại San Diego, California. Nó rời California vào tháng 5 cho lượt hoạt động đầu tiên tại khu vực Tây Thái Bình Dương, viếng thăm Thanh Đảo và Thượng Hải, Trung Quốc; Hong Kong; Tokyo Yokosuka và Okinawa, Nhật Bản cùng Apra Harbor, Guam trước khi quay trở về San Diego vào tháng 12.
Trong năm 1948, Arnold J. Isbell tham gia các đợt huấn luyện tìm diệt tàu ngầm và phục vụ như tàu huấn luyện cho nhân sự Hải quân Dự bị Hoa Kỳ. Đến tháng 2, 1949, nó lên đường đi Xưởng hải quân Puget Sound ở Bremerton, Washington trong hai tháng để bảo trì, rồi khởi hành từ San Diego vào tháng 4 để hướng sang Viễn Đông. Con tàu đã có mặt tại Thượng Hải và Thanh Đảo, Trung Quốc khi các thành phố cảng này lần lượt rơi vào tay lực lượng Cộng sản; con tàu đã hỗ trợ di tản lãnh sự Hoa Kỳ và gia đình khỏi Thanh Đảo. Nó quay trở về San Diego vào tháng 12.

### Chiến tranh Triều Tiên
Arnold J. Isbell vẫn đang hoạt động thường lệ từ căn cứ San Diego khi lực lượng Bắc Triều Tiên tấn công xuống lãnh thổ Nam Triều Tiên vào ngày 27 tháng 6, 1950, khiến Chiến tranh Triều Tiên bùng nổ. Chiếc tàu khu trục lập tức được chuẩn bị để tham gia cuộc xung đột. Nó gia nhập Đội khu trục 52 và khởi hành vào ngày 6 tháng 11 để hướng sang vùng biển Triều Tiên. Nhiệm vụ của nó trong khu vực chiến sự bao gồm vai trò hộ tống các tàu sân bay thuộc Lực lượng Đặc nhiệm 77, viếng thăm Đài Loan nhằm phô trương lực lượng khi căng thẳng diễn ra giữa hai bờ eo biển Đài Loan, và hộ tống các tàu chuyển quân đưa Sư đoàn 45 Bộ binh đến Hokkaidō, Nhật Bản. Đến tháng 5, 1951, nó được điều sang Lực lượng Đặc nhiệm 95, và tham gia hoạt động bắn phá dọc bờ biển các điểm tập trung quân và tuyến đường sắt tại Songjin, Chongjin và Wonsan trước khi quay trở về San Diego vào tháng 8. Con tàu được sửa chữa rồi huấn luyện tại vùng bờ Tây.
Arnold J. Isbell lại lên đường đi sang vùng chiến sự vào tháng 1, 1952. Từ ngày 19 tháng 2 đến ngày 10 tháng 8, nó hoạt động trong thành phần Lực lượng Đặc nhiệm 77, lực lượng tàu sân bay nhanh của hạm đội. Nó cũng được phối thuộc hoạt động cùng Lực lượng Đặc nhiệm 95, và tham gia các chiến dịch tìm-diệt tàu ngầm. Trong một giai đoạn ngắn con tàu tham gia nhiệm vụ tuần tra eo biển Đài Loan, và phối hợp cùng tàu tuần dương hạng nặng Saint Paul (CA-73) bắn phá Songjin trước khi quay trở về Hoa Kỳ vào tháng 8. Chiếc tàu khu trục được bảo trì trong ba tháng tại Xưởng hải quân Puget Sound tại Bremerton, Washington.
Arnold J. Isbell khởi hành vào ngày 21 tháng 7, 1953, tiếp tục được phái sang hoạt động tại khu vực bán đảo Triều Tiên. Sau khi đến nơi, nó gia nhập Lực lượng Đặc nhiệm 95 để tuần tra dọc bờ biển Triều Tiên, vào lúc cuộc xung đột đã chấm dứt do đạt được các thỏa thuận ngừng bắn. Nó đã hộ tống cho Thiết giáp hạm New Jersey (BB-62) đi đến cảng Pusan, nơi Tổng thống Hàn Quốc Lý Thừa Vãn trao tặng cho Đệ Thất hạm đội danh hiệu Đơn vị Tuyên dương Tổng thống. Nó cũng phục vụ như tàu huấn luyện cho nhân sự của Hải quân Trung Hoa dân quốc tại cảng Cao Hùng, Đài Loan; rồi quay trở lại bờ biển Triều Tiên nơi nó hoạt động như tàu cứu hộ và liên lạc tại Pusan sau khi xảy ra một đám cháy lớn tại đây. Vào tháng 1, 1954, nó cùng các tàu đồng đội thuộc Đội khu trục 112, Hải đội Khu trục 11, hộ tống cho việc vận chuyển những tù binh Trung Hoa dân quốc đi đến Cơ Long, Đài Loan.

### 1954 - 1960
Arnold J. Isbell quay trở về Hoa Kỳ vào tháng 2, 1954, và được đại tu tại Xưởng hải quân Mare Island Mare Island, California, và hoạt động huấn luyện ôn tập sau khi rời xưởng tàu. Nó lên đường đi sang khu vực Tây Thái Bình Dương vào tháng 9, một lần nữa phục vụ cho việc huấn luyện nhân sự của Hải quân Đài Loan, rồi phục vụ cùng các tàu sân bay tại vùng biển Philippine. Trong vụ Khủng hoảng eo biển Đài Loan lần 1, con tàu đã đóng vai trò chính trong việc triệt thoái lực lượng Quốc Dân đảng (Đài Loan) ra khỏi quần đảo Đại Trần, do bị phía Trung Quốc nả pháo dữ dội vào tháng 1, 1955. Nó rút lui khỏi khu vực vào ngày 25 tháng 2 để quay trở về nhà, về đến San Diego vào ngày 13 tháng 3.
Sau khi được sửa chữa và huấn luyện, Arnold J. Isbell lại lên đường vào ngày 27 tháng 9, 1955 để đi sang Viễn Đông. Nó đã viếng thăm nhiều cảnh Nhật Bản và Đài Loan, và phục vụ tuần tra tại eo biển Đài Loan, đồng thời đã tham gia một nhiệm vụ tìm kiếm và giải cứu thành công một máy bay tuần tra hải quân bị rơi trên biển. Elmo Zumwalt, khi đó là một Trung tá Hải quân, đã đảm nhiệm chỉ huy con tàu từ tháng 7, 1955. Nó hoàn tất lượt phục vụ và quay trở về San Diego vào ngày 11 tháng 3, 1956.
Hoàn tất việc sửa chữa tại Xưởng hải quân Mare Island vào tháng 7, Arnold J. Isbell tiếp nối các hoạt động thường lệ cùng Đội khu trục 112 tại khu vực bờ biển California. Nó khởi hành cho lượt phục vụ thứ tám tại khu vực Tây Thái Bình Dương vào ngày 25 tháng 9, đi ngang qua Trân Châu Cảng và vượt qua đường xích đạo vào ngày 3 tháng 10. Nó đã ghé viếng thăm Pago Pago, Samoa thuộc Mỹ; Wellington, New Zealand; đảo Manus thuộc quần đảo Admiralty; rồi có chặng dừng ngắn tại Guam trước khi đi đến Yokosuka, Nhật Bản. Con tàu gia nhập Lực lượng Đặc nhiệm 77 tại đây để hoạt động tại khu vực giữa Hong Kong và Nhật Bản. Nó ghé thăm Philippines trước khi lên đường quay trở về nhà, đi ngang qua Midway và Trân Châu Cảng rồi về đến San Diego vào tháng 3, 1957.
Arnold J. Isbell trải qua một lượt bảo trì ngắn trước khi tham gia các cuộc huấn luyện thực tập hạm đội, rồi sau đó hoạt động cùng với Nautilus (SSN-571), chiếc tàu ngầm chạy năng lượng hạt nhân đầu tiên của Hoa Kỳ. Chiếc tàu khu trục cũng viếng thăm Portland, Oregon để tham dự Lễ hội Hoa hồng. Tiếp theo sau là một chuyến đi không dừng nghỉ kéo dài 18 ngày từ San Diego đến Brisbane, Australia, chặng đầu tiên trong hành trình đi sang phục vụ tại Viễn Đông; nó có chặng dừng tại quần đảo Admiralty, Guam, Philippines, Hong Kong, Đài Loan, Okinawa và Nhật Bản trước khi quay trở về California vào tháng 6, 1958. Con tàu được đại tu tại Xưởng hải quân Mare Island từ tháng 6 đến tháng 9, rồi tiến hành huấn luyện ôn tập nhằm chuẩn bị cho lượt phục vụ thứ mười tại khu vực Tây Thái Bình Dương.
Khởi hành vào ngày 18 tháng 12 để hướng sang Viễn Đông, Arnold J. Isbell tiến hành hoạt động tuần tra tại eo biển Đài Loan rồi tham gia các cuộc thực tập huấn luyện tại các vùng biển Guam, Đài Loan, Nhật Bản và Okinawa trước khi quay trở về San Diego vào ngày 29 tháng 5, 1959. Nó hoạt động thường lệ tại khu vực Nam California, tham gia nhiều cuộc tập trận, và đã thực hiện một chuyến đi thực tập mùa Hè cho học viên sĩ quan từ ngày 27 tháng 6 đến ngày 15 tháng 8. Chiếc tàu khu trục lại lên đường đi sang Viễn Đông vào ngày 6 tháng 2, 1960, đã ghé qua Trân Châu Cảng, Yokosuka, Cao Hùng, Hong Kong và căn cứ vịnh Subic, Philippines. Lúc nữa đêm ngày 20 tháng 4, nó nhận được tín hiệu cầu cứu của một tàu buôn đang bị đắm trong biển Đông; nó đã tìm kiếm và cứu vớt được 104 người sống sót. Sau khi chuyển các nạn nhân đến vịnh Subic, con tàu lên đường đi Hong Kong, làm nhiệm vụ tàu trạm tại thành phố cảng này. Sau chặng dừng cuối tại Yokosuka, nó lên đường quay trở về nhà, về đến San Diego vào tháng 6. Nó tiếp tục hoạt động thường lệ trong một năm tiếp theo.

### 1961 - 1974
Vào tháng 6, 1961, Arnold J. Isbell chuyển cảng nhà đến Bremerton, Washington, rồi đi vào Xưởng hải quân Puget Sound, nơi nó được sửa chữa và nâng cấp trong khuôn khổ Chương trình Hồi sinh và Hiện đại hóa Hạm đội (FRAM: Fleet Rehabilitation and Modernization), được trang bị thêm các vũ khí chống ngầm và cảm biến hiện đại. Mọi khẩu pháo hạng hai cùng tháp pháo 5-inch số hai được tháo dỡ, thay thế bằng hai dàn phóng ngư lôi Mk32 ba nòng; cấu trúc thượng tầng được tái cấu trúc với nhôm, cầu tàu được bọc kín và bổ sung một Trung tâm Thông tin Hành quân (CIC: Combat Information Center) giữa buồng lái và ống khói phía trước. Dàn ống phóng tên lửa chống ngầm RUR-5 ASROC được bố trí giữa các ống khói, trong khi hệ thống tái nạp tên lửa ASROC và hầm chứa máy bay trực thăng không người lái chống tàu ngầm Gyrodyne QH-50 DASH được đặt sau ống khói phía sau.
Rời xưởng tàu với một cấu hình mới vào ngày 4 tháng 5, 1962, Arnold J. Isbell chuyển đến cảng nhà mới Long Beach, California vào ngày 7 tháng 6, và tiến hành huấn luyện ôn tập. Nó cùng Hải đội Khu trục 11 khởi hành vào tháng 10 để đi sang Viễn Đông, và trong chuyến đi này nó đã tham gia các cuộc tập trận Red Wheel, Glass Door và Sea Serpent; nó cũng hoạt động cùng một đội tìm-diệt tàu ngầm của Đệ Thất hạm đội. Sau khi quay trở về Long Beach vào tháng 6, 1963, nó tham gia cuộc Tập trận Saddle Soap, một đợt thực hành huấn luyện khác của hạm đội.
Arnold J. Isbell rời Long Beach vào tháng 1, 1964 cho một lượt biệt phái hoạt động khác tại Viễn Đông. Nó gia nhập một lực lượng đặc nhiệm tàu sân bay thuộc Đệ Thất hạm đội, và sau đó tham gia tuần tra tại eo biển Đài Loan. Trong hành trình quay trở về nhà, con tàu đã viếng thăm Trân Châu Cảng; vịnh Subic, Philippines; Hong Kong và Sasebo, Nhật Bản trước khi về đến Long Beach vào tháng 5. Nó được đại tu thường lệ tại Xưởng hải quân Long Beach vào tháng 8, và khi hoàn tất và rời xưởng tàu vào tháng 11, nó đi đến San Diego để hoạt động huấn luyện trong sáu tuần lễ, và tham gia cuộc Tập trận Silverlance.
Arnold J. Isbell được trang bị một hệ thống máy bay trực thăng không người lái chống tàu ngầm QH-50 DASH vào tháng 3, 1965, và bắt đầu huấn luyện thử nghiệm thiết bị mới tại vùng biển ngoài khơi đảo San Clemente. Nó thực hiện một chuyến đi thực tập mùa Hè dành cho học viên sĩ quan, rồi lên đường vào ngày 19 tháng 10 để đi sang khu vực Tây Thái Bình Dương. Sau các chặng dừng tại Trân Châu Cảng và vịnh Subic, nó gia nhập thành phần Lực lượng Đặc nhiệm 77 thuộc Đệ Thất hạm đội, và đã thay phiên cho tàu khu trục Brinkley Bass (DD-887) vào ngày 30 tháng 12 tại trạm tìm kiếm và giải cứu (SAR: Search And Rescue) phía Bắc trong vịnh Bắc Bộ, khởi đầu nhiệm vụ đầu tiên trong vùng chiến sự của cuộc Chiến tranh Việt Nam.
Sau khi làm nhiệm vụ tìm kiếm và giải cứu cho đến ngày 31 tháng 3, 1966, Arnold J. Isbell được thay phiên và lên đường đi Hong Kong để nghỉ ngơi trong bốn ngày. Nó khởi hành cho hành trình quay trở về Hoa Kỳ vào ngày 12 tháng 4, và sau các chặng dừng để tiếp nhiên liệu tại Midway và Trân Châu Cảng, nó về đến Long Beach vào ngày 28 tháng 4, được nghỉ ngơi và bảo trì. Con tàu trở ra khơi vào ngày 11 tháng 6 cho một chuyến đi thực tập mùa Hè dành cho học viên sĩ quan đến khu vực quần đảo Hawaii, đồng thời tham gia các cuộc thực hành hạm đội. Nó chất dỡ đạn dược khỏi tàu tại Seal Beach, California vào ngày 29 tháng 7, và đi đến Xưởng hải quân Mare Island vào ngày 31 tháng 7 cho một đợt đại tu. Sau khi hoàn tất công việc trong xưởng tàu, nó hoạt động huấn luyện từ ngày 16 tháng 9, và trải qua thời gian còn lại của năm 1966 thực tập huấn luyện dọc theo vùng bờ biển Nam California. Con tàu được bảo trì vào dịp lễ Giáng sinh.
Arnold J. Isbell tiến hành huấn luyện ôn tập tại vùng biển San Diego vào tháng 3, 1968, rồi tiếp tục các hoạt động tại chỗ cho đến ngày 15 tháng 7, khi nó khởi hành đi sang khu vực Tây Thái Bình Dương. Nó đi đến vùng chiến sự ngoài khơi Việt Nam vào ngày 12 tháng 8, đảm nhiệm vai trò hỗ trợ hải pháo cho trận chiến trên bộ. Các hoạt động này xen kẻ với những lượt ghé về cảng để tiếp liệu và bảo trì, sửa chữa và cho thủy thủ đoàn được nghỉ ngơi. Nó trải qua lễ Giáng sinh tuần tra ngoài khơi bờ biển Việt Nam, rồi viếng thăm vịnh Subic và Yokosuka.
Vào ngày 20 tháng 1, 1969, Arnold J. Isbell lên đường quay trở về Hoa Kỳ, và sau khi về đến Long Beach vào ngày 31 tháng 1, nó trải qua ba tháng tiếp theo được sửa chữa, bảo trì và nghỉ ngơi. Con tàu lên đường vào ngày 21 tháng 4 cho một chuyến đi ngắn đến Acapulco và Manzanillo, Mexico, rồi quay trở về cảng nhà vào ngày 5 tháng 5. Nó gia nhập Đội đặc nhiệm 10.1 vào ngày 9 tháng 6 cho một chuyến đi thực tập dành cho học viên sĩ quan, và đã viếng thăm các cảng San Francisco, Seattle, Washington, và Trân Châu Cảng. Sau khi chuyến đi thực tập hoàn tất vào ngày 31 tháng 7, nó quay trở về Long Beach và được bảo trì cặp bên mạn tàu tiếp liệu khu trục Isle Royal (AD-29). Con tàu tiếp tục tham gia cuộc Tập trận Bell Express từ ngày 16 đến ngày 22 tháng 9, rồi tiếp nối bằng cuộc Tập trận Computex 31–69 từ ngày 17 tháng 9 đến ngày 21 tháng 11. Nó cũng tham gia các hoạt động thực hành hỗ trợ hải pháo, chống tàu ngầm và tác chiến điện tử cho đến hết năm 1969.
Arnold J. Isbell khởi hành vào ngày 13 tháng 2, 1970 để đi sang phục vụ tại Viễn Đông. Tại vùng chiến sự Việt Nam, nó làm nhiệm vụ tìm kiếm và giải cứu (SAR) tại Trạm Yankee trong vịnh Bắc Bộ, cũng như nhiệm vụ bắn hải pháo hỗ trợ và phục vụ hộ tống cho năm tàu sân bay. Con tàu đã bốn lần ghé về căn cứ vịnh Subic, viếng thăm Hong Kong trong hai tuần và trải qua bốn ngày tại Singapore; trong hành trình quay trở về nhà nó còn viếng thăm thiện chí Sydney, Australia và Auckland, New Zealand, cùng một chặng ghé qua Pago Pago trong một ngày trước khi đi đến Trân Châu Cảng. Chiếc tàu khu trục cuối cùng về đến Long Beach vào ngày 29 tháng 8, và trong thời gian còn lại của năm 1970 đã hoạt động tại chỗ từ cảng nhà Long Beach.
Sau khi trải qua một đợt sửa chữa rộng rãi tại Xưởng hải quân Long Beach từ tháng 2 đến tháng 5, 1971, Arnold J. Isbell tiến hành một lượt huấn luyện ôn tập kéo dài trong sáu tuần, rồi đến ngày 9 tháng 9 nó lên đường cho đợt phục vụ cuối cùng tại Viễn Đông. Trong lượt hoạt động này nó đã tiếp tục hộ tống cho các tàu sân bay và hỗ trợ hải pháo cho cuộc chiến trên bộ tại vùng biển Việt Nam. Trong chặng đường quay trở về con tàu lại có dịp viếng thăm Devonport, Tasmania trước khi về đến San Diego vào ngày 7 tháng 4, 1972. Chiếc tàu khu trục được chuyển sang vai trò tàu huấn luyện cho lực lượng Hải quân Dự bị Hoa Kỳ. Nó lên đường đi Hawaii cho một chuyến đi thực tập vào ngày 16 tháng 6, quay trở về California vào ngày 17 tháng 7, và tiếp tục hoạt động tại vùng bờ Tây; một chuyến đi huấn luyện khác đến Mazatlán, Mexico được nó thực hiện vào đầu tháng 11.
Arnold J. Isbell được cho xuất biên chế đồng thời rút tên khỏi danh sách Đăng bạ Hải quân vào đầu năm 1974.

### Sachtouris(D214)
Con tàu được chuyển cho Hy Lạp và tiếp tục phục vụ cùng Hải quân như là chiếc Sachtouris (D214). Nó hoạt động cho đến khoảng giữa thập niên 1980, và cuối cùng bị tháo dỡ tại Thổ Nhĩ Kỳ vào năm 2002.

## Phần thưởng
Arnold J. Isbell được tặng thưởng sáu Ngôi sao Chiến trận do thành tích phục vụ trong Chiến tranh Triều Tiên, và thêm hai Ngôi sao Chiến trận khác khi hoạt động trong Chiến tranh Việt Nam.